# 心ゆさぶれ!先輩ROCK YOU
『心ゆさぶれ!先輩ROCK YOU』（こころゆさぶれ せんぱいロックユー）は、2010年4月3日から2015年3月28日まで日本テレビ系列で毎週土曜日23:00 - 23:30（JST）に放送されていたトークバラエティ番組である。全252回。キャッチコピーは、2012年3月までは「イイ大人って、相当アツイ。」、2012年4月より「ジンセイ、前のめり。」。ハイビジョン制作。
番組開始からの半年間はキリンビールをメインスポンサーにした複数スポンサー提供番組だったが、2010年10月以降の数回はキリンビールのみの一社提供に変更。その後の同年11月13日以降は再び複数スポンサー提供に戻った。なお2011年3月11日の東日本大震災発生後はしばらく提供を自粛していたが、同年4月16日放送分からは提供を再開した。
なお、期首・期末特番の影響による遅延はあるが、放送休止になることは年末年始（編成の都合で通常通り放送となることもある）と『24時間テレビ 「愛は地球を救う」』放送日のみである。

## 概要
先輩ゲストを迎え、トークによりゲストの「骨太」な生き様を学ぶ。
前半はゲストの心ゆさぶる物事についてトークする。番組開始から1ヶ月は「喜」「泣」「怒」「幸」「笑」などの「心のボタン」を通して、ゲストの人柄に迫るコーナーだった。後半は「心ゆさぶるトゥルーストーリー」と題した「骨太」人間にまつわるドキュメンタリーVTRを鑑賞する。このような構成はかつて同局で放送された『未来創造堂』と共通する。本編終了後には「星空ノ反省会」と題し、「オトコのつまみレシピ」をつまみ、ビール（キリンラガービール→キリン一番搾り）を飲みながら反省会を行う。
司会進行は、2012年3月までは加藤浩次のほかは若手タレント（後述、以下メンバー）数人が入れ替わりで参加するスタイルだったが、加藤と若手の中で出演回数の多かった大東俊介（後に大東駿介）以外が全員卒業。2012年4月から女性司会者として木南晴夏が参加するようになり3人の司会となった。
三人司会になってから大きく変更された点は以下の通りである。
- 提供コールが加藤を除くメンバー全員であったが、現在はオープニングを大東が、エンディングを木南がコールしている。
- 本編終了後の「反省会」が、大東と木南が掃除や片付けをしたあとにミニキッチン周りで加藤と三人で行うという形式に変更された。
- 公式サイトのトップページが以前はメンバー全員が叫んでいるものだったが、現在は三人が色々な職業に扮した格好をしている。

スタジオセットは「秘密基地」をイメージしたものになっている。
番組テーマ曲は松本晃彦が編曲した「マイウェイ」。
2014年3月20日の放送で200回を達成した。

## 出演者

### レギュラー
- 加藤浩次（極楽とんぼ）（兄貴分）
- 大東駿介（旧芸名：大東俊介）
- 木南晴夏（2012年4月7日放送分から加入）

ピンチヒッター
- 山口智充（DonDokoDon ）2010年12月25日放送分でインフルエンザのため収録を休んだ加藤に代わり、兄貴分を務めた。エンディングでは自身が専属イメージキャラクターとして出演している「のどごし<生>」を持って登場。

### 過去の出演者
卒業した順番に記載。
- 坂東巳之助（準レギュラー、2011年3月5日放送分をもって番組を卒業）
- 松坂桃李（2011年3月26日放送分をもって番組を卒業）[3]
- 大野拓朗（2012年3月31日放送分をもって番組を卒業）
- JOY（2011年4月放送分より一時休養していたが、2011年7月16日放送分のエンディングコーナー「男のおつまみ」から復帰）[4]（2012年3月31日放送分をもって番組を卒業）
- 尾上松也（準レギュラー、2012年3月31日放送分をもって番組を卒業）
- 中村壱太郎[5]（準レギュラー、2012年3月31日放送分をもって番組を卒業。因みに「いちたろう」ではなく「かずたろう」と読む）

## ネット局
| 放送対象地域   | 放送局                                             | 系列                           | 放送曜日・放送時間 |
| -------------- | -------------------------------------------------- | ------------------------------ | ------------------ |
| 関東広域圏     | 日本テレビ (NTV) 『心ゆさぶれ!先輩ROCK YOU』制作局 | 日本テレビ系列                 | 土曜 23:00 - 23:30 |
| 北海道         | 札幌テレビ (STV)                                   | 日本テレビ系列                 | 土曜 23:00 - 23:30 |
| 青森県         | 青森放送 (RAB)                                     | 日本テレビ系列                 | 土曜 23:00 - 23:30 |
| 岩手県         | テレビ岩手 (TVI)                                   | 日本テレビ系列                 | 土曜 23:00 - 23:30 |
| 宮城県         | ミヤギテレビ (MMT)                                 | 日本テレビ系列                 | 土曜 23:00 - 23:30 |
| 秋田県         | 秋田放送 (ABS)                                     | 日本テレビ系列                 | 土曜 23:00 - 23:30 |
| 山形県         | 山形放送 (YBC)                                     | 日本テレビ系列                 | 土曜 23:00 - 23:30 |
| 福島県         | 福島中央テレビ (FCT)                               | 日本テレビ系列                 | 土曜 23:00 - 23:30 |
| 山梨県         | 山梨放送 (YBS)                                     | 日本テレビ系列                 | 土曜 23:00 - 23:30 |
| 新潟県         | テレビ新潟 (TeNY)                                  | 日本テレビ系列                 | 土曜 23:00 - 23:30 |
| 長野県         | テレビ信州 (TSB)                                   | 日本テレビ系列                 | 土曜 23:00 - 23:30 |
| 静岡県         | 静岡第一テレビ (SDT)                               | 日本テレビ系列                 | 土曜 23:00 - 23:30 |
| 富山県         | 北日本放送 (KNB)                                   | 日本テレビ系列                 | 土曜 23:00 - 23:30 |
| 石川県         | テレビ金沢 (KTK)                                   | 日本テレビ系列                 | 土曜 23:00 - 23:30 |
| 福井県         | 福井放送 (FBC)                                     | 日本テレビ系列／テレビ朝日系列 | 土曜 23:00 - 23:30 |
| 中京広域圏     | 中京テレビ (CTV)                                   | 日本テレビ系列                 | 土曜 23:00 - 23:30 |
| 近畿広域圏     | 読売テレビ (ytv)                                   | 日本テレビ系列                 | 土曜 23:00 - 23:30 |
| 鳥取県・島根県 | 日本海テレビ (NKT)                                 | 日本テレビ系列                 | 土曜 23:00 - 23:30 |
| 広島県         | 広島テレビ (HTV)                                   | 日本テレビ系列                 | 土曜 23:00 - 23:30 |
| 山口県         | 山口放送 (KRY)                                     | 日本テレビ系列                 | 土曜 23:00 - 23:30 |
| 徳島県         | 四国放送 (JRT)                                     | 日本テレビ系列                 | 土曜 23:00 - 23:30 |
| 香川県・岡山県 | 西日本放送 (RNC)                                   | 日本テレビ系列                 | 土曜 23:00 - 23:30 |
| 愛媛県         | 南海放送 (RNB)                                     | 日本テレビ系列                 | 土曜 23:00 - 23:30 |
| 高知県         | 高知放送 (RKC)                                     | 日本テレビ系列                 | 土曜 23:00 - 23:30 |
| 福岡県         | 福岡放送 (FBS)                                     | 日本テレビ系列                 | 土曜 23:00 - 23:30 |
| 長崎県         | 長崎国際テレビ (NIB)                               | 日本テレビ系列                 | 土曜 23:00 - 23:30 |
| 熊本県         | くまもと県民テレビ (KKT)                           | 日本テレビ系列                 | 土曜 23:00 - 23:30 |
| 大分県         | テレビ大分 (TOS)                                   | 日本テレビ系列／フジテレビ系列 | 土曜 23:00 - 23:30 |
| 鹿児島県       | 鹿児島読売テレビ (KYT)                             | 日本テレビ系列                 | 土曜 23:00 - 23:30 |

## スタッフ
- 構成：町山広美、田代裕、矢野了平、蓮勺朝子、金井真紀（以前は、リサーチ）
- ナレーション：TARAKO[6]
- ロケCAM：黛慎也、生沼昭二、成田伸二、宝輪弘行、二宮貴司、笹目康市、対馬ヒロミ
- ロケVE：星加真菜穂、高橋一彦、佐久間敏美、橋本昌樹、藤枝孝幸
- TM：江村多加司
- SW：村上新郷
- CAM：田代義昭
- VE：塩原和益
- 照明：大矢晃
- MIXER：山田淳、辻直哉、太田黒健至
- 美術プロデューサー：鈴木喜勝、牧野沙和
- 美術デザイン：道勧英樹、田澤奈津美
- 装置：溝口博志
- 装飾：高木重因
- 電飾：渡邉須美恵
- 衣装：村上紘美
- 持道具：柳沢太介、岩上詩菜
- 造園・花：藤崎華代
- メイク：小野かおり
- 美術協力：日テレアート、DAIKO、ODEO CORPCRATION、ENKEI、飛騨高山 びーちくぱーちく
- EED：松田和茂
- MA：小田崇
- 音響効果：四元裕二
- CG：佐々木理
- ロゴデザイン：宮井勇気
- 音楽コーディネート：友野久夫
- 技術協力：IMAGICA、MCRAY→Ray
- リサーチ：赤池敏江、千葉歩
- TK：阿部直子、田中彩
- FD（フロアーディレクター）：橋本倫（以前は、VTR演出）、岸元美江
- AD（アシスタントディレクター）：高野亮、伊藤恵、中岡孝太、土橋正義、鴨下満、原田史、井口慶、榎本陽
- デスク：木村真弓
- AP：嶺村友江
- 制作プロデューサー：千葉昭人、白川大介、水野葉子
- キャスティング：佐藤志保、五鬼助洋美
- 出演コーディネート：松竹株式会社
- VTR演出：藤田慎一、鬼頭明、山本充宏、萩原篤、橋本倫
- 取材：姜暎樹、岸元美江、永田曉児
- スタジオ・VTR演出：宮岡義徳（以前は、スタジオ演出）
- 総合演出：内山雄人
- プロデューサー：杉田浩光
- 企画・プロデューサー：大澤弘子
- チーフプロデューサー：鈴江秀樹
- 制作協力：テレビマンユニオン
- 製作著作：日本テレビ

### 過去のスタッフ
- 構成：服部真由子
- 編成：糸井聖一、鯉渕友康、田中裕樹、穂積武信、小島友行、小林将高、西川大助、荻野健
- 広報：斎藤貴美子、永井晶子、斎藤織恵
- リサーチ：野村直子
- AP：河西恭子、菅結子、森田真由美、籏野詩麻
- 演出：横山剛輔、石村修司
- 制作プロデューサー：海野大輔、山本由緒